# 快速診斷測試

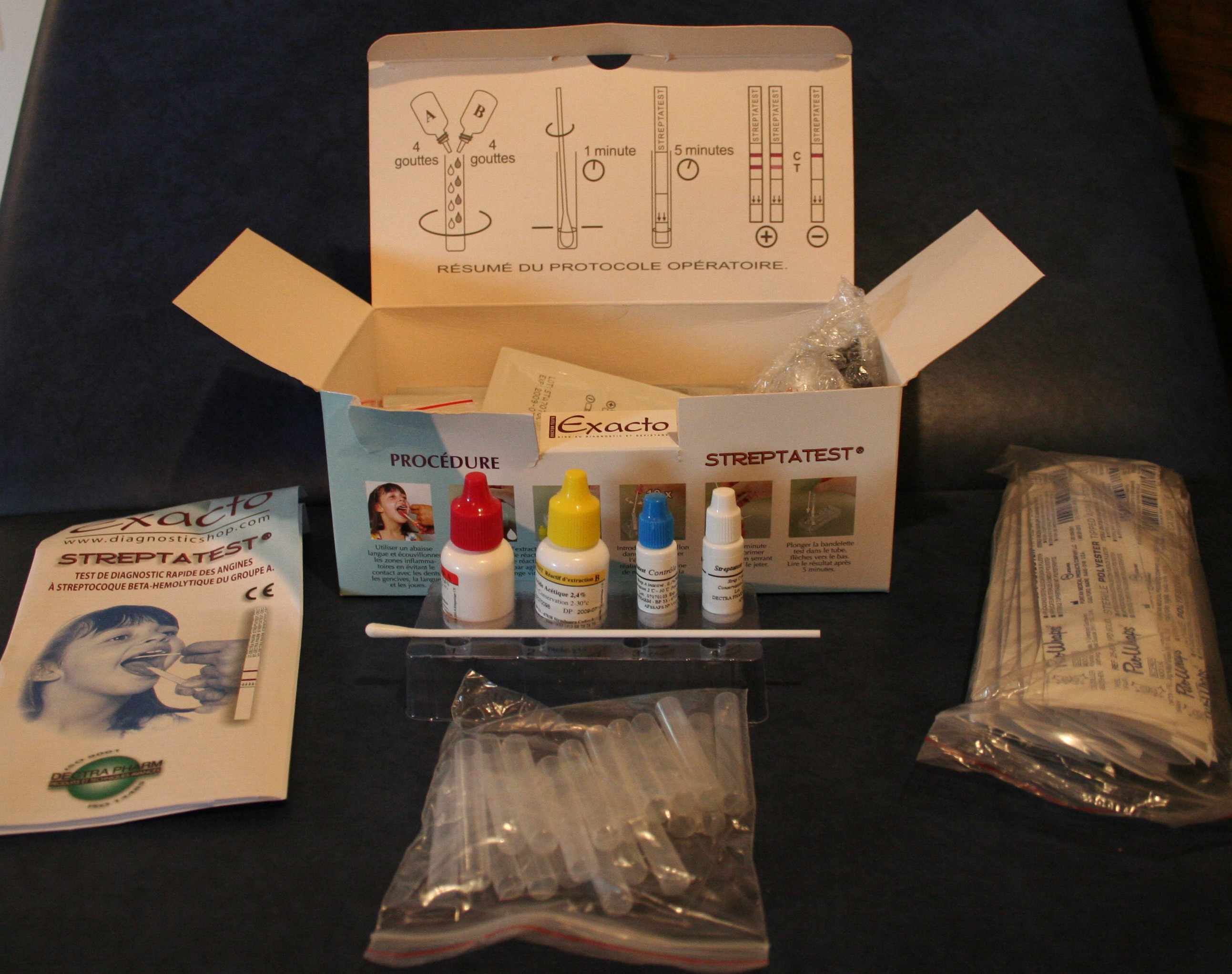
鏈球菌快速檢測試劑盒

快速診斷測試（英語：Rapid diagnostic test, RDT），簡稱快速測試、快測，又稱快速篩檢、快篩，是步驟簡單可以快速進行，也可以快速得知結果的醫療診斷測試，適用於初步或是緊急的疾病篩檢，也會用在資源有限的醫療機構中。快速診斷測試也可以用在基礎醫療的床边检测，進行一些以往只能在醫學檢驗室才能進行的檢查。快速診斷測試通常在同一天內的二小時內知道結果，一般多半會在20分鐘內得知結果。

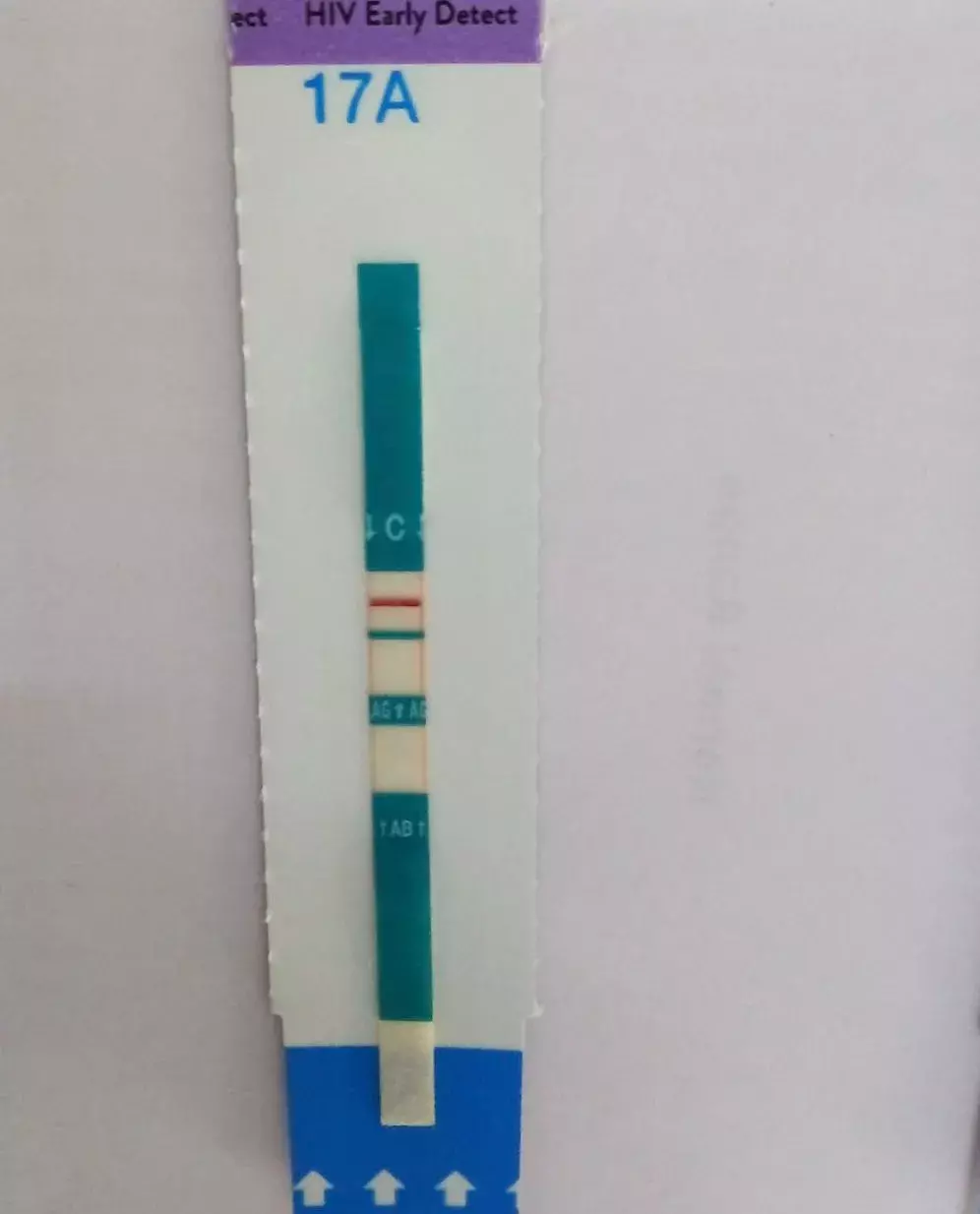
HIV的快速診斷測試

歐盟將快速測試定義為在體外診斷醫療器材中進行，質化或是半量化的測試，會進行一次或是數次，利用非自動化的程序進行，所設計目的是為了得到快速的結果。
侧流测试可能是最廣為人知的快速診斷測試 ，像懷孕測試就是用此方式，不過也有其他的測試系統，例如尿液試紙、垂直流测试等。許多在病患病牀邊可以採集到的東西都可以用來測試。先進的侧流测试技術Cornell FeverPhone已確認可以用一滴血，在15分鐘內區分急性發燒疾病的病因，例如登革熱病毒、 屈公病病毒及瘧疾。

## 舉例
以下是一些快速診斷測試的例子：
- HIV檢測快速檢測
- 2019冠狀病毒病快速抗原檢測
- 流感快篩
- 瘧疾快速檢測
- 快速血漿反應素（英语：Rapid plasma reagin）
- 鏈球菌快速檢測
- 快速尿素酶檢測（英语：Rapid urease test）
- 妊娠試驗